# Uvaria dasychlamys
Uvaria dasychlamys este o specie de plante angiosperme din genul Uvaria, familia Annonaceae, descrisă de Friedrich Anton Wilhelm Miquel. Conform Catalogue of Life specia Uvaria dasychlamys nu are subspecii cunoscute.